# Senta Centervall
Senta Centervall, född 21 augusti 1887 i Karlsborg, död 1 september 1973 i Stockholm, var en svensk författare och ämneslärare.

## Biografi
Senta Centervall föddes 1887 i Karlsborg som dotter till Anders Fredrik Centerwall och Selma Gustava Hammarström. Fadern var militär och Senta växte upp i olika garnisonsorter; Karlsborg, Vaxholm, Karlskrona och från 1901 i Stockholm. I Stockholm blev hon elev i Anna Sandströms skola och avlade därefter lärarinneexamen vid det till skolan knutna seminariet. Hon blev även gymnastikdirektör vid Gymnastiska centralinstitutet.
Efter sin utbildning vistades Centervall i Frankrike fyra år där hon arbetade som ”gymnast”. Åter i Sverige verkade hon några år som språklärare och ”gymnast” innan hon lämnade landet för att bo några år i USA, bland annat för studier vid ett college i Philadelphia. Hon var själv swedenborgare och hade vid skolan kontakt med andra anhängare av Swedenborgs lära.
Efter återkomsten från USA arbetade Senta Centervall som språklärare, franska och engelska, vid en praktisk mellanskola i Stockholm. Hon avled 1973 och begravdes på Norra begravningsplatsen i Stockholm.

## Författarskap
På 1930-talet gav Centervall ut två läroböcker, Nybörjarbok i franska (1933, ny upplaga 1948) och Övningsstycken till satslösning jämte framställning av satslärans huvuddrag (1934, nya upplagor 1940 och 1947). Hon skrev också en släktkrönika och tre romaner:
- Av hugenotternas stam (1936). En krönika om Centervalls egen släkt. (Släkten ”uppgives härstamma från en på 1600-talet från Belgien inflyttad färgare vid namn Croye, av vars ättlingar några skola ha antagit namnet Centerwall”[5].) Romanen börjar 1692 i Malmö och slutar med faderns bortgång 1907.
- Hackaerts (1944. Även utgiven på danska 1944 och nederländska 1947). Familjeroman om köpmanssläkten Hackaerts i Malmö 1800-1820. Författarens far föddes i Malmö, fast själv vistades hon i staden bara vid korta besök. Boken bygger på omfattande studier om miljön men romangestalterna är uppdiktade.
- Hjälten från Béarn (1945. Även utgiven på nederländska 1950). Roman om Jean Baptiste Bernadotte, fransmannen som valdes till svensk kung, Karl XIV Johan.
- Vad stunden brutit (1950). Fortsättning på Hackaerts.[6][7]